# Asphodeloideae
Asphodeloideae là một Phân họ của họ thực vật một lá mầm Asphodelaceae của Bộ Asparagales. Trước đây nó được coi là một họ riêng biệt, Asphodelaceae sensuricto. Hiện nay, họ Asphodelaceae đã được đề xuất trở thành một danh pháp bảo tồn và đề xuất này đã được đề nghị phê chuẩn vào năm 2017. Trong trường hợp đó, họ Asphodelaceae sẽ được ưu tiên sử dụng hơn họ Xanthorrhoeaceae. Điều này được phản ánh trong danh sách họ theo hệ thống APG IV.
Tên phân họ có nguồn gốc từ tên chung của  chi Asphodelus. Các thành viên của nhóm có nguồn gốc từ Châu Phi, Trung và Tây Âu, lưu vực Địa Trung Hải, Trung Á và Úc, với một chi (Bulbinella) có một số loài ở New Zealand. Đa dạng sinh học lớn nhất xảy ra ở Nam Phi.
Các chi Aloe, Asphodelus và Kniphofia có lẽ được biết đến nhiều nhất vì được sử dụng làm cây cảnh.

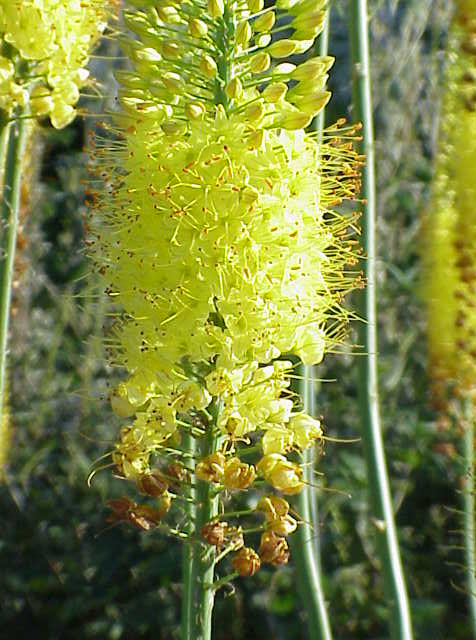
Eremurus stenophyllus

## Các chi
Các chi được liệt kê dưới đây là những chi được APWeb chấp nhận Tính đến  tháng 12 năm 2019 . Các phương pháp khác kết hợp các chi này thành bảy chi.
- Aloe L.
- Aloiampelos Klopper & Gideon F.Sm.
- Aloidendron (A.Berger) Klopper & Gideon F.Sm.
- Aristaloe Boatwr. & Manning
- Astroloba Uitewaal
- Asphodeline Rchb.
- Asphodelus L.
- Bulbine Wolf
- Bulbinella Kunth
- Chortolirion A.Berger
- Eremurus M.Bieb.
- Gasteria Duval
- Gonialoe (Baker) Boatwr. & J.C.Manning
- Haworthia Duval
- Haworthiopsis G.D.Rowley
- Jodrellia Baijnath
- Kniphofia Moench
- Kumara Medik
- Trachyandra Kunth
- Tulista Raf.